# Guardami le spalle
Guardami le spalle è un singolo del rapper italiano Tredici Pietro pubblicato il 25 luglio 2022 dalla Epic Records.

## Brani
Testi di Pietro Morandi, musiche di Andrea Ciaudano, Paolo Serracane
1. Guardami le spalle — 2:44